# Valravn
Valravn — данський неофолк-гурт. Назва колективу запозичена з фолклорного персонажа — вальравна — ворона, який харчувався тілами загиблих королів або вождів та набував надприродних можливостей.

## Історія
Гурт заснований у 2005 році, учасники починали свою творчість як акустичний фолк-колектив Virelai. Вони застосовували в своїй роботі середньовічні мотиви. Згодом колектив змінив назву на Valravn, хоча колектив Virelai залишився як паралельний проект. Звучання набуло нових характеристик та з'явились вокальні партії. Пісні Valravn беруть за основу фольклорні мотиви, перероблюють данські, фарерські та ісландські балади на сучасний лад, додаючи електронного звучання та архаїчні варіанти національних мов. Вокал Анни Катрін Егілстрьод порівнюють з голосом Bjork.
У 2007 році колектив видає одноіменний дебютний студійний альбом Valravn, який отримав чотири зірки з шести у музичному журналі Gaffa та чотири зірки з п'яти на Allmusic.

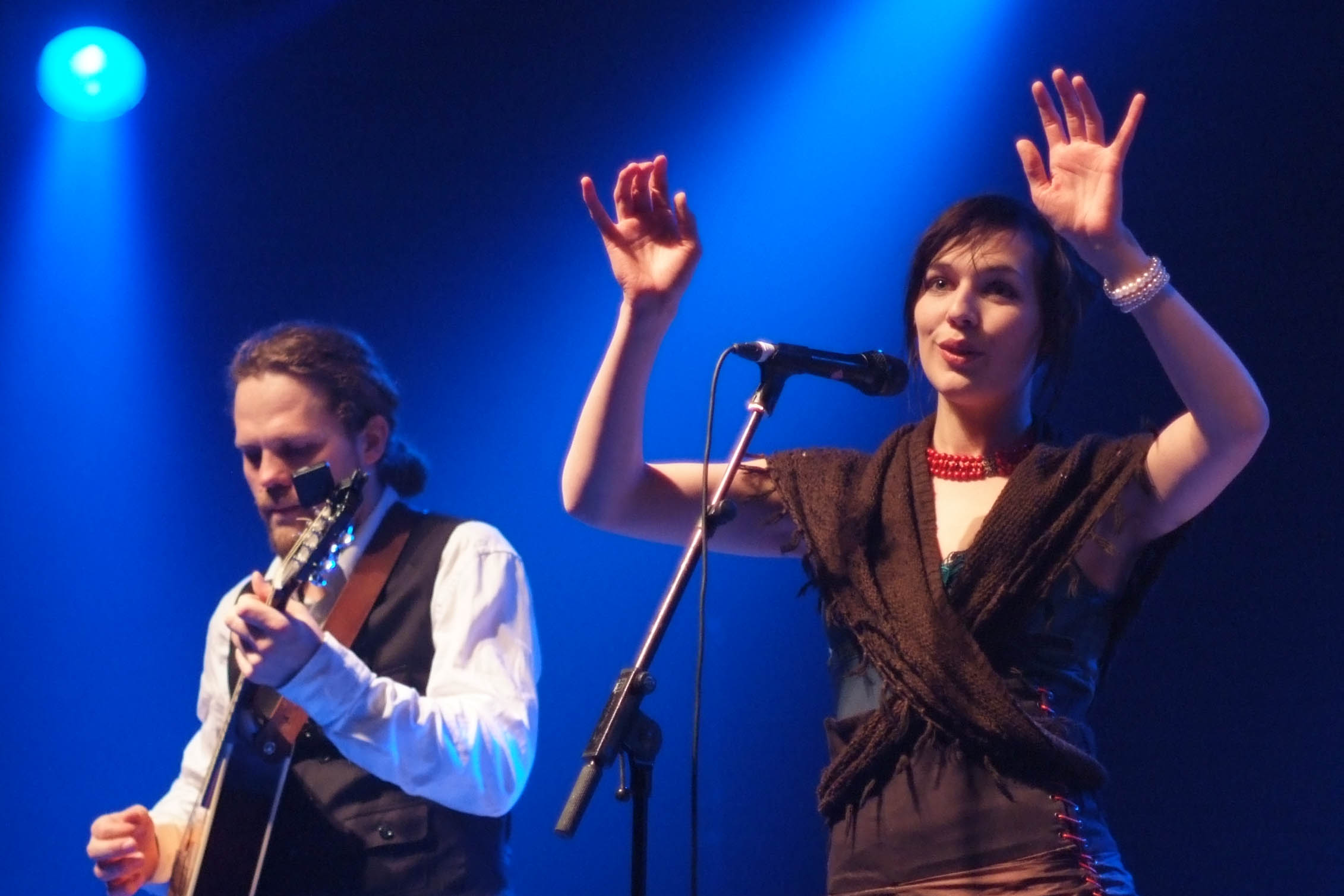
Valravn на Danish Music Awards Folk, 2008

На Danish Music Awards People в 2008 році група була номінована на «Данський артист року», а їх альбом «Valravn» був номінований на «Данський альбом року». Гурт також номінований на «Данський дебют року» після виходу свого першого альбому.
Колектив часто гастролює, одним з найбільших концертів колективу був фестиваль German Rudolstadt Tanz & Folk Fest, де вони збирають аудиторію в 70000 глядачів.
Окрім скандинавських країн, гурт дає концерти в Бельгії, Нідрландах, Швейцарії, Польщі, Чехії та Росії.
Вони отримали номінацію на Danish Music Awards People в 2008 році за свій перший альбом, а Seeberg виграв премію «Данський інструменталіст року» у 2010 році за свій другий альбом.
Другий альбом гурту під назвою Koder på snor, виданий у 2009 році, отримав вищі оцінки від журналу Gaffa (п'ять з шести).
У 2010 році Martin Seeberg номінований у рамках конкурсу Danish Music Awards як найкращий данський виконавець/музикант за трек «Koder på Snor» з альбому.
Третій і останній альбом гурту Re-Cod3d вміщує ремікси уже відомих виданих раніше композицій та кавер-ремікси таких виконавців як Søren Bendixen із Sorten Muld и Kenneth Bager. Як і попереній альбом він отримує п'ять з шести зірок у журналі Gaffa.
У цьому ж році пролунала заява від двох учасників (Сіберга та Хамерлунда) про вихід з гурту.
В 2012 році решта музикантів продовжила роботу над новим альбомом, яку так і не завершили. Дві композиції з альбому все ж стали доступними у цифровому варіанті — «Hànd I Hànd» і «Genuine».
Влітку 2013 року колектив відіграв останній прощальний концерт та повідомила у мережі Facebook про закінчення музичної діяльності та розпад гурту.

## Склад гурту
- Anna Katrin Egilstrøð (Фарерські острови): вокал, флейта, тамбурин, давул, перкусія.
- Juan Pino (Швейцарія/Еквадор): вокал, давул, дарбука, тамбурин, бубен, кахон, варган, перкусія, семпли.
- Martin Seeberg (Данія): вокал, віолончель, флейти, гобой, варган, перкусія, колісна ліра.
- Søren Hammerlund (Данія): вокал, мандоліна, перкусія, колісна ліра.
- Christopher Juul (Данія): семпли, электронна музика.

## Дискографія
- 2007: Valravn
- 2009: Koder på snor
- 2011: Re-Cod3d